# あやかしの鼓
『あやかしの鼓』（あやかしのつづみ）は、夢野久作の中編小説。『新青年』の懸賞に応募し二等で入選し、同誌の1926年（大正15年）10月号に掲載された。夢野久作名義での処女作である。

## あらすじ
100年ほど前、さる鼓作りの職人が、綾姫という姫君への破れた恋の形見にと、情念を込めて上等の樫の木で鼓を作りあげる。しかし、あまりにも深い情念が呪いと化してしまい、この鼓にかかわった人間は全員不幸な死を遂げてしまう。そのため、鼓はいつしか「あやかしの鼓」と呼ばれるようになる。
月日は流れて大正時代の東京。主人公である「私」こと音丸久弥は、病床の父から死の間際に、「あやかしの鼓」にまつわる因縁話を聞かされる。「あやかしの鼓」を作った職人は自分たちの祖先であることや、存在さえ定かでなかった「あやかしの鼓」が実在し、腕のいい鼓職人だった父が実際にその鼓を手にしたことがあること。そして「お前は絶対に鼓を習おうなんて思うな。触れてもいけない。」と言い残して父は息を引き取った。しかし、私は「あやかしの鼓」の呪いに引き寄せられるように鼓に出会ってしまい、やがて因果の連鎖の輪の中に取り込まれてしまう。

## 独白体形式
本作品は、全体が音丸久弥の書いた遺書として設定されている。
この独白体形式は、『死後の恋』や『悪魔祈祷書』にも使われたものである。『少女地獄』や『瓶詰の地獄』に見られるような書簡体形式とともに、夢野作品の短篇ではこの2種類の手法が効果的に用いられていることが多い。

## 評価
『新青年』の懸賞の選考委員だった江戸川乱歩は1926年（大正15年）6月号の「当選作所感」において、本作品に他の選考委員が高く評価しているのに対し、「これはどうも私には感心出来ません。他の人々が第一の佳作として推奨していられると聞き、少々意外に思った程です。」「ただ幼稚な所が目について、どう考えなおしても推奨すべき長所が理解出来ないのです」と、低い評価を下している。